# Poire tapée
La poire tapée est une spécialité culinaire de Rivarennes, en Indre-et-Loire.

## Histoire
La poire tapée est produite principalement dans la région de Rivarennes, secteur traditionnel de culture de la poire en Indre-et-Loire, et elle semble répondre à un besoin de disposer de fruits se conservant longtemps et dans un faible volume, embarqués comme provisions de bouche sur les bateaux. L'apogée de sa production se situe du milieu du XIXe siècle aux années 1930 ; les poires tapées sont alors commercialisées par des grossistes de Chinon et de Saumur, mais s'exportent largement, notamment en Grande-Bretagne et leur production peut constituer jusqu'à 20 % du revenu de certaines exploitations agricoles. La poire tapée a depuis perdu de son intérêt en tant que mode de conservation pour devenir une spécialité culinaire plus festive.

## Élaboration
Les variétés traditionnellement utilisées pour la confection des poires tapées sont la Curé et la Colmar.
La confection des poires tapées commence généralement à la fin de l'été. Les fruits sont pochés, pelés, puis chauffés trois jours dans des fours à l'intérieur desquels ils sont disposés sur des claies. Ils sont ensuite séchés, puis aplatis (« tapés ») à la main ou avec une platissouerre pour en évacuer l'air, ce qui assure leur bonne conservation, et conditionnés dans des paniers en osier. Dans de bonnes conditions de conservation, la poire tapée est encore consommable quinze ans après sa fabrication.

## Dégustation
La poire tapée peut se déguster nature, comme un fruit sec, mais elle est plus appréciée réhydratée. Sa délicate acidité accompagne alors parfaitement le canard. Réhydratée dans le vin rouge de Chinon, elle accompagnera également très bien une joue de porc ou s'accommodera avec le Sainte-Maure de Touraine, le fromage local.

## Pour en savoir plus